# Мартин Мелконијан
Мартин Андрес Мелконијан Алвез (шп. Martín Andrés Melconian Álvez; Монтевидео, 2. јануар 1990) уругвајски је пливач чија специјалност су трке прсним стилом. Вишеструки је национални првак и учесник Олимпијских игара 2016. године.

## Спортска каријера
Дебитанстки наступ на међународној сцени је имао на светском првенству у Риму 2009. где је заузео скромно 49. место у квалификацијама трке на 50 прсно. Први запаженији успех у каријери псотигао на Јужноамеричким играма у Медељину 2010. где је освојио бронзану медаљу у трци на 50  метара прсним стилом. 
Наступао је и на светским првенствима у Барселони 2013, Казању 2015, Будимпешти 2017. и Квангџуу 2019, а најбољи резултат му је било 31. место у квалификацијама на 50 прсно у Квангџуу (на 100 прсно је био 43). 
Такмичио се и на Панамеричким играма у Гвадалахари 2011 (6. место у финалу на 100 прсно) и Лими 2019. (8. на 100 прсно). 
Био је део уругвајског олимпијског тима на ЛОИ 2016. у Рију, где је наступио у квалификацијама на 100 прсно које је окончао на укупно 39. месту у конкуренцији 46 пливача. 